# Municipio de Welcome
El municipio de Welcome (en inglés: Welcome Township) es un municipio ubicado en el condado de Sioux en el estado estadounidense de Iowa. En el año 2010 tenía una población de 1730 habitantes y una densidad poblacional de 18,67 personas por km².

## Geografía
El municipio de Welcome se encuentra ubicado en las coordenadas 43°7′40″N 96°9′23″O / 43.12778, -96.15639. Según la Oficina del Censo de los Estados Unidos, el municipio tiene una superficie total de 92.64 km², de la cual 92,64 km² corresponden a tierra firme y (0 %) 0 km² es agua.

## Demografía
Según el censo de 2010, había 1730 personas residiendo en el municipio de Welcome. La densidad de población era de 18,67 hab./km². De los 1730 habitantes, el municipio de Welcome estaba compuesto por el 87,17 % blancos, el 0,12 % eran afroamericanos, el 0,4 % eran amerindios, el 1,21 % eran asiáticos, el 9,36 % eran de otras razas y el 1,73 % eran de una mezcla de razas. Del total de la población el 16,36 % eran hispanos o latinos de cualquier raza.